# Acordulecera nigra
Acordulecera nigra – gatunek błonkówki z rodziny Pergidae.

## Taksonomia
Gatunek ten został opisany w 1836 roku przez Thomasa Saya jako Thulea nigra. Jako miejsce typowe podał on Meksyk. Syntyp zaginął. W 1978 roku został on przeniesiony do rodzaju Acordulecera przez Davida Smitha. 

## Zasięg występowania
Ameryka Północna, znany z  Meksyku.